# گرگ فاینبرگ
گرگ فاینبرگ (انگلیسی: Gregg Fienberg؛ زادهٔ ۱۲ سپتامبر ۱۹۶۰) تهیه‌کننده تلویزیونی، و تهیه‌کننده فیلم اهل ایالات متحده آمریکا است.
از فیلم‌ها یا مجموعه‌های تلویزیونی که وی در آن‌ها نقش داشته‌است می‌توان به دروغ‌های کوچک بزرگ، خون حقیقی، ددوود و توئین پیکس اشاره نمود.